# Locomotiva prussiana P 6
Le locomotive prussiane P 6 erano locomotive a vapore surriscaldato con tender, di rodiggio 1-3-0, a 2 cilindri esterni e a semplice espansione, per treni viaggiatori, delle ferrovie prussiane, KPEV (Koniglich Preussische Eisenbahnverwaltung)

## Storia
Le locomotive prussiane P 6 vennero progettate da Robert Garbe e costruite nello stesso periodo in cui nacquero le prussiane G 8, cioè intorno al 1902, dalle industrie tedesche dell'epoca, per conto delle ferrovie prussiane. In tutto, oltre al prototipo costruito da Hohenzollern, fino al 1910 ne vennero realizzate altre 274 unità delle quali, 111 da Schwartzkopff, 30 da Hohenzollern, 90 da Hanomag, 37 da Henschel e quattro da Maschinenbau-Gesellschaft Karlsruhe.
In seguito alle ripartizioni operate dopo la fine della prima guerra mondiale 110 locomotive P 6 vennero assegnate agli stati alleati vincitori in conto riparazioni di guerra; nove unità andarono anche all'Italia; le Ferrovie dello Stato le assegnarono al gruppo 626, con progressivo da 001 a 009. Un lotto di 44 locomotive furono acquisite dalle Ferrovie dello Stato della Polonia (PKP) e vennero assegnate al gruppo Oi 1.
Alla Francia furono assegnate 19 locomotive P6 di cui 3 unità per le ferrovie di Alsazia-Lorena quali AL 2100-2102 che vennero accantonate nel 1926.
La Compagnie du Chémin de fer du Nord ricevette 16 macchine, che divennero NORD 3,1551-1566. Tutta la serie confluì nel parco della SNCF nel 1938 come 2-130 A 1-16. Le ultime unità furono accantonate nel 1954.
Dopo il 1923 163 locomotive, rilevate dalla Deutsche Reichsbahn, vennero reimmatricolate quali DRG 37 001-163. In Germania le locomotive vennero accantonate intorno agli anni cinquanta.

## Caratteristiche tecniche
La locomotiva era una macchina a vapore surriscaldato con surriscaldatore inizialmente posto in camera a fumo e in seguito dotata di surriscaldatore tipo Schmidt. Il motore era a 2 cilindri esterni a semplice espansione. Le due unità, 626.001 e 002, appartenevano al primo gruppo (quello con surriscaldatore in camera a fumo) e quindi avevano rendimento complessivo e prestazioni inferiori alle altre sette unità costruite con surriscaldatore posto entro la superficie tubiera della caldaia. La distribuzione era a cassetto cilindrico e sistema Walchaerts.
La locomotiva fu costruita con il rodiggio 1-3-0. Era costituita da un carro su cui erano disposte le tre ruote motrici accoppiate. Sul carro poggiava la caldaia per la produzione di vapore surriscaldato con pressione di esercizio a 12 bar. 
Il sistema di frenatura era pneumatico. Alla locomotiva era accoppiato un tender a carrelli tipo 2'2'T 16.
La velocità massima era di 90 km/h.